# 스가마촌 (이바라키현)
스가마촌(菅間村)은 이바라키현 쓰쿠바군에 존재했던 촌이다. 현재의 쓰쿠바시 북서부에 해당한다.

## 역사
- 1889년 4월 1일 - 정촌제 시행에 수반해 쓰쿠바군 스가마촌이 성립하였다.
- 1957년 7월 1일 - 쓰쿠바정에 편입해, 동일 스가마촌은 폐지되었다.
- 1958년 1월 31일 - 쓰쿠바정이 쓰쿠바시에 편입되었다.

## 참고문헌
- 角川日本地名大辞典 8 茨城県